# Citroën C-Crosser
Citroën C-Crosser – samochód osobowy typu SUV klasy średniej produkowany przez francuską markę Citroën we współpracy z Mitsubishi w latach 2007 - 2012.

## Opis modelu

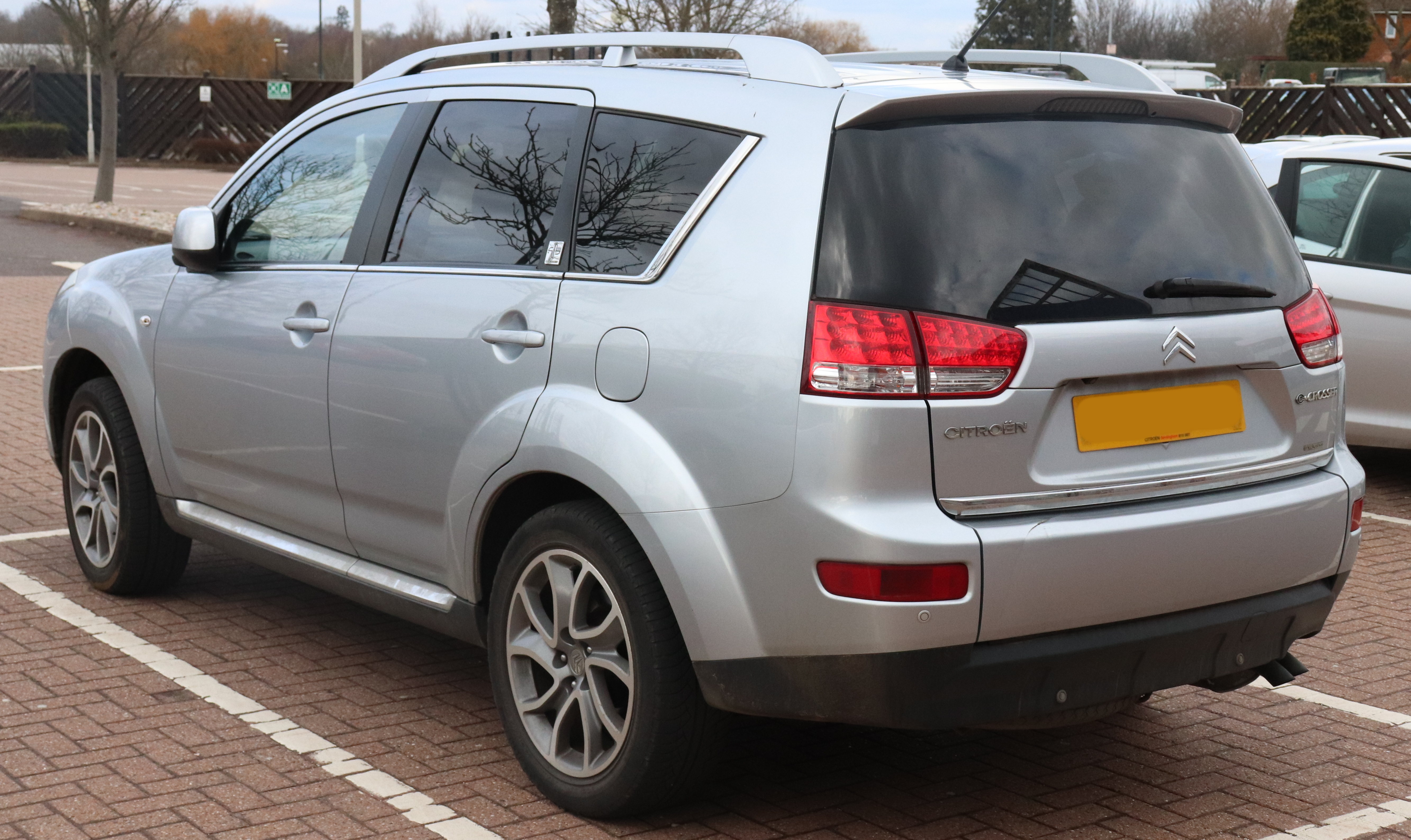
Citroen C-Crosser - tył

Pojazd zaprezentowano po raz pierwszy podczas targów motoryzacyjnych w Genewie w 2007 roku i wprowadzono do sprzedaży w Europie w lipcu. Citroën C-Crosser wyposażony został w napęd na 4 koła z możliwością wyboru trzech trybów działania i uniwersalny układ jezdny. Auto wyposażone jest między innymi w silnik wysokoprężnyHDi o mocy 160 KM DIN (156 KM CEE) z filtrem cząstek stałych.

### Silnik
- R4 2,2 l (2179 cm³), 4 zawory na cylinder, DOHC, Turbo Diesel
- Układ zasilania: wtrysk bezpośredni typu common rail
- Średnica × skok tłoka: 85,00 mm × 96,00 mm
- Stopień sprężania: 16,6:1
- Moc maksymalna: 156 KM (114,8 kW) przy 4000 obr./min
- Maksymalny moment obrotowy: 380 Nm przy 2000 obr./min

### Osiągi
- Przyspieszenie 0-80 km/h: 6,8 s
- Przyspieszenie 0-100 km/h: 10,1 s
- Prędkość maksymalna: 200 km/h